# Steven Aftergood
Steven Aftergood (* 1956 Los Angeles, Kalifornien) ist Leiter des 'Project on Government Secrecy' der Federation of American Scientists sowie Redakteur und Autor des Federation blog und des Newsletter Secrecy News, der über neue Entwicklungen auf dem Gebiet der Sicherheitspolitik und über Bemühungen um Offenlegung von Geheiminformationen, auf deren Kenntnis die Öffentlichkeit möglicherweise ein Anrecht hat, berichtet.
Aftergood ist einer der wenigen Aktivisten in der Welt, die systematisch die Geheimhaltungspolitik der US-Regierung und anderer Regierungen kritisch beobachtet und im Interesse der Öffentlichkeit gegen diese vorgeht. Auf der Webseite des FAS hat Aftergood aufschlussreiche Dokumente zur Geheimhaltungspolitik der US-Administration unter Präsident Barack Obama zusammengestellt.

## Leben
Aftergood erwarb 1977 einen Bachelor und einen Abschluss als Ingenieur in Physik und Elektronik an der University of California, Los Angeles. Er ist seit 1989 bei der Federation tätig und verfolgt kritisch die Geheimhaltungspolitik der US-Regierung im Rüstungssektor, in der Raumfahrt, generell in der Wissenschaft und in politischen Bereichen.
1991 machte Aftergood das Timberwind-Projekt zur Entwicklung eines nuklearen Raketentriebwerks für den Einsatz im Rahmen des SDI-Programms publik, dessen Existenz vom US-Verteidigungsministerium geleugnet wurde.
1997 erreichte er über eine Klage gegen die CIA die Offenlegung des gesamten Geheimdienstbudgets, damals 26,6 Mrd. US-Dollar.
2006 gewann er eine Klage gegen das National Reconnaissance Office auf Veröffentlichung der laut Gesetz nicht geheimen Teile des Budgets.
Für sein Eintreten für das Recht der Öffentlichkeit, möglichst breite Kenntnisse auch über sensible Planungen der Regierung zu erhalten, wurden ihm mehrere Auszeichnungen verliehen.

## Kontroversen
Anlässlich der Diskussion um WikiLeaks musste er sich im Namen der Federation (FAS) der Diskussion über die Gewichtung von Staatsgeheimnissen einerseits und das Anrecht der Öffentlichkeit auf Information andererseits stellen. Einerseits würdigte er, dass WikiLeaks wichtige Dokumente publizierte, „die unnötigerweise geheim gehalten wurden“, andererseits kritisierte er, dass die Gruppe „weder das Gesetz noch die Rechte der Person respektiere“ und eine Bedrohung individueller Freiheiten darstellen könne. Aftergood hatte 2006 eine Einladung zur Mitarbeit bei WikiLeaks abgelehnt. Zur Kontroverse zwischen Aftergood/FAS und Wikileaks siehe auch den entsprechenden Abschnitt im Artikel zu WikiLeaks.
Aftergood nahm auch zur Bedeutung der Wikipedia Stellung, die teils als unzuverlässige Informationsquelle eingestuft wird, an Hochschulen, in den Medien und sogar in Geheimdienstkreisen als bequemes Nachschlagewerk, wie er hervorhob, dagegen geschätzt wird. In Kommentaren zu seiner Stellungnahme wird u. a. vor der Gefahr des Vandalismus, vor Attacken bestimmter politischer Lobbys und vor einem unkritischen Umgang mit dem Wikipedia-Projekt gewarnt, das mit einer sorgfältigen Quellenbasis steht und fällt.

## Auszeichnungen
- 2010: Pioneer Award der Electronic Frontier Foundation[5]

## Publikationen (Auswahl)
- Federal Bureau of Investigation, 2007.
- Imagery Intelligence Gallery, 2001.
- Air Intelligence Agency, 2001.
- Terrorism: Intelligence Threat Assessment, FAS, Washington D.C., 2001.
- Signals intelligence and communications security on the web, FAS, Washington D.C., 1998.
- Mystery aircraft, FAS, Washington D.C., 1992.
- Nuclear power in space, Emmitsburg, Maryland, 1991.